# Stephen Charnock

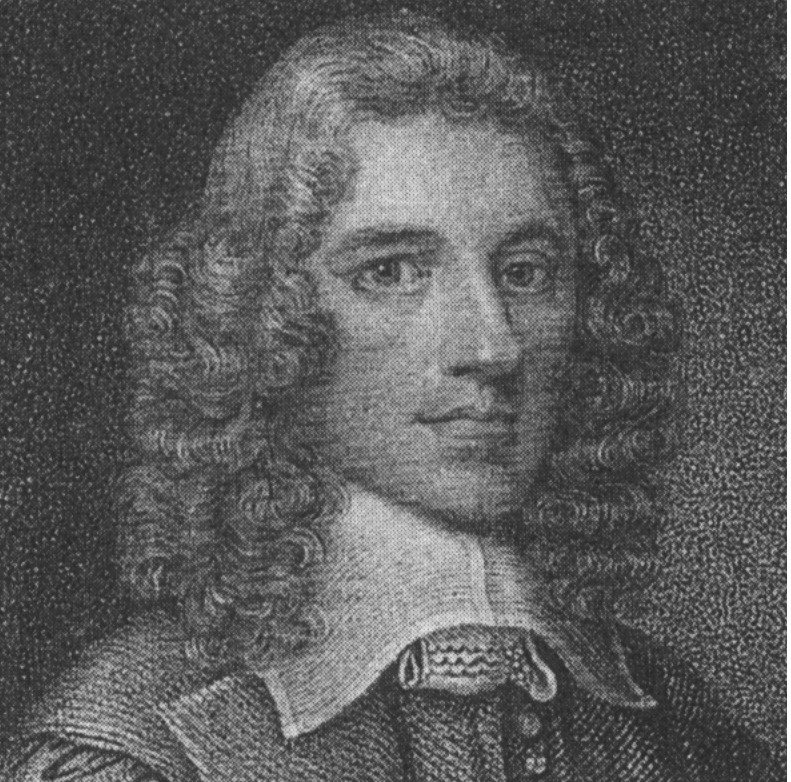
Stephen Charnock.

Stephen Charnock, né à Londres en 1628 et mort le 27 juillet 1680 dans la même ville, est un universitaire et pasteur non-conformiste anglais. 

## Biographie
Stephen Charnock naît à Londres, dans la paroisse de St Katharine Cree (en), en 1628. Son père, Richard Charnock, est un homme de loi, issu d'une famille du Lancashire. Il est admis à l’Emmanuel College de Cambridge en 1642 où il se convertit au protestantisme. Il obtient son diplôme en 1646, puis une maîtrise en 1649. Il est chapelain du régiment à cheval du colonel Thomas Harrison de mai 1949 jusqu'à l'été 1650. Il enseigne ensuite au New College d'Oxford à partir de 1650 et obtient une équivalence de sa maîtrise en 1652. Il est nommé senior proctor en 1654.
Il part pour l’Irlande en 1656 où il est pasteur de St Werburgh's, puis de St John's. Il devint l’aumônier d’Henry Cromwell, gouverneur de l’Irlande. 
En 1660, la monarchie fut restaurée en Angleterre, et Charles II accéda aux trônes d’Angleterre, d’Écosse et d’Irlande. À cause de nouvelles restrictions, Charnock ne peut plus exercer comme pasteur publiquement en Irlande, ni en Angleterre où il retourna. Il gagne sa vie en pratiquant la médecine.
Charnock devient pasteur associé dans une Église non-conformiste de Crosby Hall, à Londres en 1675. Il publie en 1676 The Sinfulness and Cure of Thoughts, des méditations sur le chapitre 6 du livre de la Genèse. Son principal travail est Several Discourses upon the Existence and Attributes of God, publié à titre posthume en 1682. Il se rapproche des idées presbytériennes après avoir été plutôt congrégationaliste.
Il meurt le 27 juillet 1680 dans la paroisse de Whitechapel, à Londres et est inhumé le 30 juillet à l'Église Saint-Michael, Cornhill.

## Publications
- The Existence and Attributes of God.